# 冨田七々海
冨田七々海（とみた ななみ）は、日本のミスコン女王。第1回ミス・カッパドキア世界大会優勝。

## 経歴
1990年頃、父・学と母・哲子のもと千葉県松戸市に生まれる。
松戸市立相模台小学校、松戸市立第一中学校卒業。「英語を勉強して海外で活躍したい」とマルタ共和国のインターナショナルスクールに入学。カナダのハイスクールを経てアメリカの大学を卒業。大学ではシリア難民を研究テーマにする。
2015年、企業に就職するが、仕事の傍らAmnesty International Japanや国連UNHCR協会にて難民支援活動に取り組む。ミスコンに出場すると他の出場者にも協力を呼び掛けてきた。「海外に子ども用車椅子を送る会」のメンバーとして、中古の車椅子を補修・整備して発展途上国に送る活動も行う。

### ミスコンのキャリア
| 年   | 月 | 日 | 大会                                         | 結果                                         | 備考          |
| ---- | -- | -- | -------------------------------------------- | -------------------------------------------- | ------------- |
| 2015 | 8  | 24 | ミス・グランド・ジャパン                     | 第3位                                        | [ 3 ]         |
| 2016 | 2  | 27 | きものクイーンコンテスト2016                 | 審査員特別賞                                 | [ 4 ]         |
| 2016 | 3  | 6  | 第10回真心笑顔美人No.1決定戦                 | 真心部門特別賞                               | [ 5 ]         |
| 2016 | 1  |    | インターナショナル・クイーン・オブ・コーヒー | 日本代表                                     | [ 6 ]         |
| 2016 |    |    | ミス・スーパータレント・オブ・ザ・ワールド   | 日本代表                                     | 世界大会Top15 |
| 2017 |    |    | ミス・ユニバース・ジャパン茨城大会           | グランプリ                                   | [ 7 ]         |
| 2017 | 7  | 4  | ミス・ユニバース・ジャパン                   | ファイナリスト                               |               |
| 2018 |    |    | ミス・スプラナショナル・ジャパン             | Top5, 特別賞                                 | [ 8 ]         |
| 2019 |    |    | ミス・インターコンチネンタル・ジャパン       | 特別賞                                       |               |
| 2019 |    |    | ミス・エコ・インターナショナル               | 日本代表                                     | 世界大会Top10 |
| 2019 | 7  | 6  | 第1回ミス・カッパドキア（Miss Cappadocia）   | 日本代表                                     | 世界大会優勝  |
| 2019 | 8  |    | ミス・コスモ2019                             | 恐れず勇敢なマインドを称える「フィアレス賞」 | [ 11 ]        |

### ミス・カッパドキア
トルコの世界遺産、カッパドキアの観光アンバサダーを選任する目的で2019年7月6日に第1回が開催される。優勝した冨田は、これから一年間カッパドキアの魅力を世界に発信する。世界30カ国の参加者は、10日間にわたってリハーサルやイベント出演、観光地のＰＲ、スポンサー訪問などを重ねた。冨田は「朝の集合時間に遅れないなど、基本的な生活態度が重視されたのでは」と勝因を分析する。東京新聞の取材に対し、「ギョレメ国立公園で毎朝五時、朝日の中をたくさんの気球が飛び立っていく姿がとにかくきれい」と感想を述べた。